# Tripoli (Iowa)
Tripoli es una ciudad ubicada en el condado de Bremer en el estado estadounidense de Iowa. En el Censo de 2010 tenía una población de 1313 habitantes y una densidad poblacional de 359,8 personas por km².

## Geografía
Tripoli se encuentra ubicada en las coordenadas 42°48′30″N 92°15′28″O / 42.80833, -92.25778. Según la Oficina del Censo de los Estados Unidos, Tripoli tiene una superficie total de 3.65 km², de la cual 3.65 km² corresponden a tierra firme y (0%) 0 km² es agua.

## Demografía
Según el censo de 2010, había 1313 personas residiendo en Tripoli. La densidad de población era de 359,8 hab./km². De los 1313 habitantes, Tripoli estaba compuesto por el 98.25% blancos, el 0.15% eran afroamericanos, el 0% eran amerindios, el 0.3% eran asiáticos, el 0% eran isleños del Pacífico, el 0.53% eran de otras razas y el 0.76% pertenecían a dos o más razas. Del total de la población el 1.14% eran hispanos o latinos de cualquier raza.